# Černogolovka
Černogolovka (anche traslitterata come Chernogolovka) è una cittadina della Russia europea centrale (oblast' di Mosca), situata 59 km a nordest della capitale sulla sponda sinistra del fiume omonimo; fino al 2018 era compresa amministrativamente nel distretto di Noginsk.

## Storia
La prima citazione ufficiale all'interno di cronache locali della derevna (piccolo villaggio agricolo) di Černogolovka è del 1710; a partire dal 1956 la città iniziò a svilupparsi come importante centro di ricerca scientifica. Lo status di città è del 2001.

### Simboli
Lo bandiera di Černogolovka è stata approvata l'11 settembre 2001.
Vi è rappresentato un albero di pino che era un punto di riferimento naturale della città e ne era divenuto il simbolo ma è stato abbattuto da un forte temporale la notte del 14 luglio 2016.

## Società

### Evoluzione demografica
Fonte: mojgorod.ru
- 1979: 16.200
- 1989: 18.500
- 2002: 20.284
- 2007: 20.500